# Triprolidin
Triprolidin (In Kombination mit Pseudoephedrinhydrochlorid unter dem Handelsnamen: Rhinopront® Kombi) ist ein Antihistaminikum der ersten Generation. Es wirkt am H1-Rezeptor als Antagonist und hemmt den Neurotransmitter Acetylcholin (→anticholinerge Wirkung). Triprolidin ist auch ein schwacher Inhibitor des CYP 2D6-Enzymsystems. Seine durchschnittliche Halbwertszeit ist im Vergleich zu anderen Antihistaminika mit 4 h relativ kurz.
Triprolidin wird als Monopräparat bzw. Kombipräparat (zumeist mit Pseudoephedrin) zur Behandlung von Allergien oder Erkältungskrankheiten eingesetzt. In einer Studie konnte jedoch kein wahrnehmbarer Vorteil eines Kombinationspräparats mit Pseudoephedrin erwiesen werden.

## Nebenwirkungen
Die dabei am häufigsten auftretenden Nebenwirkungen sind Hautausschläge (mit oder ohne Reizung), Herzrasen, Xerostomie, Harnverhaltung (besonders bei Prostatavergrößerung) und Vertigo.
Wie die meisten Antihistaminika der ersten Generation übt Triprolidin einen Einfluss auf das Nervensystem aus. In einer Studie wurde wenige Minuten nach der Einnahme und über 7 Stunden anhaltende leichte Beeinflussung der Koordinationsfähigkeit festgestellt.
In einer anderen Studie wurde untersucht ob Triprolidin über analgetische Eigenschaften verfügt; bei alleiniger Gabe konnten keine analgetische Eigenschaften beobachtet werden, jedoch führte eine Kombination mit Dipipanon zu einer Verstärkung der Analgesie. 
In einer weiteren Studie konnte bei den Probanden, nach einmaliger Einnahme von Triprolidin und Pseudoephedrin, eine höhere Konzentration beider Wirkstoffe in der Muttermilch als im Serum nachgewiesen werden, wobei die Konzentration von Triprolidin in der Muttermilch variabler war als die von Pseudoephedrin.